# Museu do Fracasso

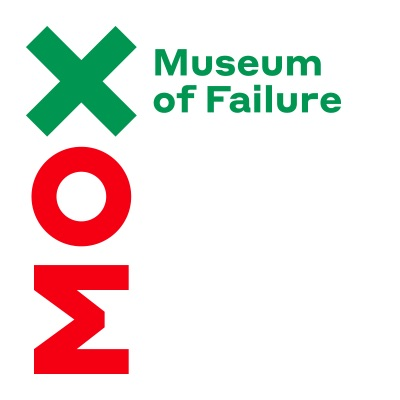
Logotipo do Museu do Fracasso, é possível perceber destaque no X, normalmente usado para marcar uma negação.

O Museu do Fracasso (também conhecido pelo nome em inglês "Museum of Failure") é um museu que apresenta uma série de produtos e serviços que não venderam bem comercialmente, ou foram considerados um fracasso pelos seus idealizadores. A exposição apresenta uma experiência de aprendizagem sobre o papel crítico do fracasso na inovação e incentiva as corporações a entenderem melhor seus erros.

## História
A ideia para a criação do Museu veio de uma viagem feita por Samuel West no ano de 2016 ao Museu dos Relacionamentos Terminados em Zagreb na Croácia, que acabou o inspirando a criar o conceito do museu sobre erros cometidos por grandes empresas. Samuel registro o nome de domínio para seu museu, porém, mais tarde, o mesmo percebeu que havia escrito o registro errado, digitando a palavra "Museu" de forma incorreta. Um dos principais financiadores do projeto foi a "Autoridade Sueca de Inovação" (Vinnova) que ajudou na fundação do museu.
De acordo com Samuel, o objetivo do museu é ajudar as pessoas, reconhecendo que “é preciso saber aceitar o fracasso, se quisermos progredir” e enfatizar às empresas que aprendam mais com os seus fracassos sem recorrer a “clichês”.
O museu teve sua primeira exposição inaugurada em 7 de junho de 2017, em Helsingborg, Suécia . Chamando muito a atenção do público e da imprensa devido sua temática incomum em relação a outros museus, Logo após o sucesso inicial em seu país de origem, o museu começou a se espalhar para vários lugares do mundo, sendo aberta uma exposição temporária em Los Angeles, Estados Unidos, por volta de dezembro mesmo ano, com esse museu de Los Angeles ficando em Hollyemwooemd Boulevard, no Hollywood & Highland Center (Ovation Hollywood), conhecido por ser um shopping com alto número de pessoas .
Logo em seguida, uma exposição em Dunkers Kulturhus foi aberta no dia 2 de junho de 2018, mas foi fechada em janeiro de 2019.
Versões temporárias do museu foram abertas por volta de janeiro à março de 2019 em Xangai, China, e em dezembro do mesmo ano em Paris, França, localizada entro da Cité des Sciences et de l'Industrie, durante um evento chamado "Festival dos Fracassos" (Les Foirés festival des flops, des bides, des ratés et des inutilizáveis). cujo objetivo era apresentar outras exposições relacionadas com o tema "fracasso".

## Atrações
O museu apresenta uma coleção contendo mais de 150 produtos e/ou serviços que de algum modo foram considerados um fracasso comercial. Cada atração apresenta algumas informações sobre o produto/serviço, juntamente com uma contextualização da época e período do mercado.

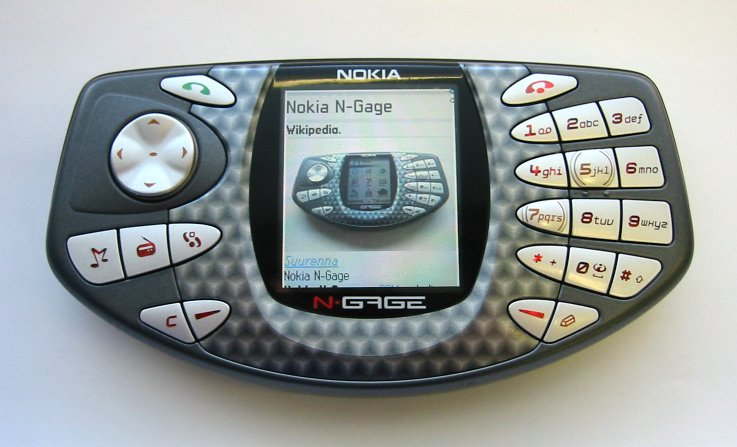
Nokia N-GAGE, uma das atrações mais vistas do museu

Alguns exemplos de itens que ficaram em exposição no museu
- Apple Newton (Considerado um dos piores lançamentos da marca)

- Bic for Her (Linha de canetas da marca BIC, voltadas ao público feminino adolescente)
- Google Glass (Óculos de realidade aumentada da Google)
- N-GAGE (Celular da Nokia que buscava competir com a Nintendo, GameBoy Advence)
- Harley-Davidson (Quando a marca decidiu criar um perfume voltado para motociclistas)
- Kodak DC-40 (Câmera digital da marca)
- Sony Betamax (Formato de mídia que pretendia competir com o VHS)
- My Friend Cayla (Acusada de espionar crianças, devido sua tecnologia de reconhecimento de voz)[14]

## Lasanha da Colgate

Lasanha da Colgate, fotografada no "Museu do Fracasso"

Por volta de 2017, um dos inúmeros produtos expostos no museu, sendo ele uma suposta lasanha produzida pela Colgate, viralizou nas redes sociais do mundo todo.
Porém, mesmo com o museu afirmando ser um produto lançado de fato pela marca dental, algumas fontes contradizem essa informação, alegando se tratar de um produto falso, sub acusação que o próprio museu teria inventado a existência do produto para atrair o público, até hoje não se sabe a veracidade da existência de uma lasanha da Colgate.

## Pandemia de Covid-19
Por volta de maio de 2020, ano de grande proliferação e restrições físicas a locais públicos devido a Covid-19, o "Museu do Fracasso" disponibilizou a maior parte do acervo de artefatos e atrações para a visualização gratuita em seu site oficial durante esse período.